# リトル・ベア
リトルベア (Little Bear) は、1995年から2003年までカナダのニコロデオンで放送されていたモーリス・センダック制作のテレビアニメである。日本では1997年5月21日よりビクター・エンターテインメントから全13巻のVHSが発売されており、2000年12月4日から2001年1月25日までBS朝日のみんなゲンキ!?で放送された。ディズニーチャンネルでも放送されたことがある。

## 日本語版スタッフ・キャスト
| キャラクター                 | 担当声優                        | 担当声優 |
| キャラクター                 | ビデオ版                        | テレビ版 |
| ---------------------------- | ------------------------------- | -------- |
| リトル・ベア                 | 田島大資                        | 桑島法子 |
| おかあさん                   | 小林優子                        | 堀越真己 |
| ニワトリ                     | 吉田理保子                      | 不明     |
| フクロウ                     | 鈴木琢磨                        | 不明     |
| ネコ                         | 園部啓一                        | 三浦祥朗 |
| アヒル                       | 兵藤まこ                        | 京井幸   |
| その他                       | 川田妙子 内田直哉               |          |
| 日本語版製作スタッフ         |                                 |          |
| 子役指導                     | 村田さち子                      |          |
| 制作                         | 小山和則、佐藤智子              |          |
| 企画                         | 藤川とも                        |          |
| プロデュース                 | 南沢道義                        |          |
| 翻訳                         | 滝沢ふじお、高山美香            |          |
| 演出                         | 松岡裕紀                        |          |
| 監修                         | ジェリー・ソーレス              |          |
| 録音調整                     | 平野延平                        |          |
| 制作担当                     | 岡田美紀                        |          |
| アシスタント・プロデューサー | 中野徹                          |          |
| 制作                         | 81プロデュース HALF H・P STUDIO |          |
| スペシャル・サンクス         | 由枝・辰野・Brady               |          |

- バージョン不明 - 倉田雅世（エミリー役）、高森奈緒（めんどり役）

## エピソード

### ビデオ版
ビデオ版 第1巻
- リトルベアつきにゆく - Little Bear Goes to the Moon
- バースデイ・スープ - Birthday Soup
- つりならまかせて - Gone Fishing

ビデオ版 第2巻
- おとうさんがかえってくる - Father Bear Comes Home
- おとうさんとつり - Fishing with Father Bear
- しゃっくり - Hiccup

ビデオ版 第3巻
- リトルベアのあたらしいおともだち - Little Bear's New Friend
- エミリーがやってくる - Emily's Visit
- あひるのベビーシッター - Duck, Baby Sitter

ビデオ版 第4巻
- ふくろうくんちでパーティ - Party at Owl's House
- あまごいダンス - The Rain Dance Play
- きみのともだち、リトルベアより - Your Friend, Little Bear

ビデオ版 第5巻
- リトルベアのおんがくたい - Little Bear's Band
- ピョンピョンいけ - Hop Frog Pond
- リトルベアのたまご - Little Bear's Egg

### テレビ版
出典
1. きょうはなにをきる（2000年12月4日）
2. かくれんぼ（2000年12月5日）
3. リトル･ベア　つきへいく（2000年12月6日）
4. バースデー・スープ（2000年12月7日）
5. しろくまになった　リトル・ベア（2000年12月8日）
6. さかなつり（2000年12月11日）
7. よふかし（2000年12月12日）
8. リトル・ベアー のおふろ（2000年12月13日）
9. パパが かえってきた（2000年12月14日）
10. インフルエンザ（2000年12月15日）
11. たんけん（2000年12月18日）
12. パパとさかなつり（2000年12月19日）
13. リトル・ベアのねがい（2000年12月20日）
14. リトル・ベアのかげ（2000年12月21日）
15. ママへのおくりもの（2000年12月22日）
16. おばあちゃんの家へ（2000年12月25日）
17. おじいちゃん（2000年12月26日）
18. ママのコマドリ（2000年12月27日）
19. しゃっくり（2000年12月28日）
20. パパとデート（2000年12月29日）
21. プリンのおか（2001年1月1日）
22. リトル・ベアとにんぎょ（2001年1月2日）
23. パパのそらとぶパンケーキ（2001年1月3日）
24. マラカス（2001年1月4日）
25. かぞくのしゃしん（2001年1月5日）
26. リトル・ベアの　あたらしいともだち（2001年1月8日）
27. エミリーがやってきた（2001年1月9日）
28. アヒルさんのこもり（2001年1月10日）
29. リトル・ベアの　おんがくたい（2001年1月11日）
30. カエルのいけで（2001年1月12日）
31. リトル・ベアとかぜ（2001年1月15日）
32. ようせいのおはなし（2001年1月16日）
33. ねむくないもん（2001年1月17日）
34. おじいちゃんの　やねうらべや（2001年1月18日）
35. リトル・ベアのたまご（2001年1月19日）
36. フクロウさんのパーティー（2001年1月22日）
37. あめをふらせるおしばい（2001年1月23日）
38. リトル・ベアのてがみ（2001年1月24日）
39. あきのゆめ（2001年1月25日）

## スタッフ
- 英語版オリジナル構成・総指揮: モーリス・センダック
- 日本語版監修: ジェリー・ソーレス
- 原作: エルセ・ホルムナンド・ミナリック